# Barnett McCall Recruitment
Barnett McCall Recruitment este o companie din România specializată în servicii de consultanță pe piața forței de muncă.
Compania este prezentă pe piața românească de servicii de resurse umane încă din 1999, în București și Timișoara, și a deschis în 2007 birouri în Cluj-Napoca și Oradea.
La începutul anului 2007, Barnett McCall Recruitment a achiziționat PayPoint, o companie de gestiune și consultanță în domeniul salariilor.
Cifra de afaceri:
| Anul          | 2008 | 2007 | 2006 |
| ------------- | ---- | ---- | ---- |
| milioane euro | 2,5  | 2    | 0,7  |